# Delphine Barbason
Delphine Barbason est une joueuse de football belge, née à Liège le 2 septembre 1985.

## Biographie
Elle a fait toute sa carrière au Standard Fémina de Liège, club avec lequel elle a remporté une Coupe de Belgique.

## Palmarès
- Vainqueur de la Coupe de Belgique (1) : 2006